# Большая Клецовская
Большая Клецовская — деревня в Красноборском районе Архангельской области. Входит в состав Черевковского сельского поселения.

## География
Находится в юго-восточной части Архангельской области на расстоянии приблизительно 36 км на запад-северо-запад по прямой от административного центра района села Красноборск на левобережье реки Северная Двина.

## История
В 1859 году здесь (деревня Сольвычегодского уезда Вологодской губернии) было учтено 10 дворов.

## Население
Численность населения: 53 человека (1859 год), 32 (русские 100 %) в 2002 году, 22 в 2010.